# Herman Sörgel
Herman Sörgel (født 2. april 1885, død 25. december 1952) var en tysk arkitekt fra Bayern. Han er kendt for sit pionérarbejde med Atlantropa-projektet, som oprindeligt blev udtænkt som en løsning på den økonomiske og politiske tumult, der var i Europa i begyndelsen af 1900-tallet efter første verdenskrig.
Altantropa gik ud på at bygge dæmningger over Gibraltarstrædet, Dardanellerne og mellem Sicilien og Tunesien. Dæmningerne skulle etableres med vandkraftværker, der skulle give elektricitet til hele middelhavsområdet, og skulle styres af et nyt uafhængigt organ, der kunne stoppe leverancen af strøm til ethvert land, der udgjorde en trussel mod freden. Sörgel arbejdede aktivt for sin ide helt frem til sin død i 1952.